# Eduardo White
Pour les articles homonymes, voir White.
Eduardo Costley White (né à Quélimane, le 15 novembre 1963, et mort à Maputo le 24 août 2014) est un écrivain mozambicain, membre de l'Association des écrivains mozambicains (AEMO).
Sa mère est originaire de Lisbonne et son grand-père paternel est anglais. Il étudia à l'Instituto Industrial pendant trois ans et en 1984, fonda la revue Charrua.

## Œuvres
- Amar Sobre o Índico, Association des écrivains mozambicains, 1984.
- Homoíne, Associação dos Escritores Moçambicanos, 1987.
- O País de Mim, Associação dos Escritores Moçambicanos, 1989. ( Prémio Gazeta de Artes e Letras da Revista Tempo), prix José Craveirinha de littérature .
- Poemas da Ciência de Voar e da Engenharia de Ser Ave, Editorial Caminho, 1992 (Prémio Nacional de Poesia Moçambicana 1995).
- Os Materiais de Amor seguido de Desafio à Tristeza, Maputo, Ndjira / Lisboa, Ed. Caminho, 1996.
- Janela para Oriente, Ed. Caminho, 1999.
- Dormir Com Deus e Um Navio na Língua, Braga, Ed. Labirinto, 2001 (Prémio Consagração Rui de Noronha).
- As Falas do Escorpião, Maputo, Imprensa Universitária, 2002.
- O Manual das Mãos, Campo das Letras, 2004.
- O Homem a Sombra e a Flor e Algumas Cartas do Interior, Maputo, Imprensa Universitária, 2004.
- Até Amanhã, Coração, Maputo, Vertical, 2005.